# John Braine
John Gerard Braine (Bradford, 1922. április 13. – London, 1986. október 28.) angol író, akit általában a dühös fiatalok közé sorolják.

## Élete
John Braine a West Riding of Yorkshire megyében, Bradford központjában található Westgate körzetben született. A család később Thackley külvárosába költözött a város északi szélén. Braine 16 évesen otthagyta a St. Bede's gimnáziumot, és egy boltban, egy laboratóriumban és egy gyárban is dolgozott, mielőtt a háború után könyvtáros lett Bingleyben, egy 8 kilométerre fekvő kisvárosban, az Aire-völgyben, majd 1954-ben Dartonban található kisvárosban, ahol a helyiek arra vezették vissza figyelmetlenségét, hogy első regénye írásával töltötte az idejét.
Bár 12 szépirodalmi művet írt, Braine-re ma elsősorban első regénye, a Room at the Top (Hely a tetőn, 1957) miatt emlékeznek. A regény akkor fogant, amikor tuberkulózissal kezelték egy kórházban, a Yorkshire Dales-i Grassington város közelében. Kijelentette, hogy kedvenc írója Guy de Maupassant, és a Room at the Top a Bel Ami-n alapul, de "a kritikusok nem vették észre". A Room at the Top-ból 1959-ben sikeres film készült, Laurence Harvey-vel Joe Lampton szerepében, és Simone Signoret Oscar-díjas alakításával. 2012 szeptemberében a BBC televízió egy kétrészes dramatizálást sugárzott, amely a szerzői jogok körüli vita miatt késett. Matthew McNulty volt a főszerepben.
Az irodalmi sikerek után Dél-Angliába költözött, ahol 1966-tól haláláig Wokingban élt. Több további regényt is írt, köztük a Life at the Top, a Room at the Top folytatását. 1968-ban megjelent regénye, a The Crying Game Londonban játszódik, és megragadja a „Swinging Sixties” hangulatát (nem kapcsolódik az 1992-es, azonos című filmhez). 1974-ben megjelent könyve, a Writing a Novel, útmutató volt a feltörekvő regényíróknak.
Braine fiatalkorában enyhén baloldali volt, de kortársaihoz (és a "dühös fiatalemberekhez") Kingsley Amishoz és John Wainhez hasonlóan később a politikai jobboldalra költözött, és támogatta Amerika részvételét a vietnámi háborúban. 1967-ben Braine, Robert Conquest, Amis és többen aláírtak egy ellentmondásos levelet a The Timesnak "Az Egyesült Államok vietnami politikájának támogatása" címmel (Backing for U.S. Policies in Vietnam), és támogatták az Egyesült Államok kormányát Vietnámban.
Feleségül vette Helen Woodot, és négy gyermeke született. Az 1980-as évek elején elváltak, Wood Shropshire-be költözött két legfiatalabb gyermekével. Braine 1986-ban, 64 éves korában gyomorvérzésben halt meg.

## Válogatott művei

### Fikció
- Room at the Top (1957) 2013-ban újra kiadta a Valancourt Books
- The Vodi (1959) Reissued in 2013 by Valancourt Books
- Life at the Top (1962) Reissued in 2015 by Valancourt Books
- The Jealous God (1964)
- The Crying Game (1968) (nem kapcsolódik az 1992-es, azonos című filmhez)
- Stay with Me Till Morning (1970) (U.S. title: "The View from Tower Hill")
- The Queen of a Distant Country (1972)
- The Pious Agent (1975)
- Waiting for Sheila (1976)
- Finger of Fire (1977)
- One and Last Love (1981)
- The Two of Us (1984)
- These Golden Days (1985)
- Man at the Top (Thames Television(wd), 1970–1): öt forgatókönyv e dráma első sorozatához, amely Braine karakterén, Joe Lamptonon alapul.[10]

### Non-fiction
- A Personal Record (Monday Club, 1968)
- Writing a Novel (1974)
- J.B. Priestley (1978)

## Magyarul megjelent
- A féltékeny Isten. Regény (The Jealous God) – Magvető, Budapest, 1970 (Világkönyvtár) · Fordította: Hernádi Miklós, bev. Sarbu Aladár
- Hely a Tetőn. Regény (Room at the top) – Kozmosz Könyvek, Budapest, 1977 · ISBN 963-211-430-2 · Fordította: Vajda Tünde
- Hogyan írjunk regényt (Writing a Novel) – Európa, Budapest, 1987 (Modern könyvtár) · ISBN 9630745380 · Fordította: Lukács Laura

## Fordítás
- Ez a szócikk részben vagy egészben  a   John Braine című angol Wikipédia-szócikk fordításán alapul.  Az eredeti cikk szerkesztőit annak laptörténete sorolja fel. Ez a jelzés csupán a megfogalmazás eredetét és a szerzői jogokat jelzi, nem szolgál a cikkben szereplő információk forrásmegjelöléseként.